# Карта розробки експлуатаційного об'єкта або окремого пласта
Карта розробки експлуатаційного об'єкта або окремого пласта (рос. карта разработки [эксплуатационного объекта или отдельного пласта]; англ. development map [of field or reservoir]; нім. Abbaukarte f (des Exploitationsobjektes oder der einzelnen Schicht f)) — у нафто- та газовидобуванні — карта, яка характеризує поточний стан розробки експлуатаційного об'єкта або окремого його пласта на певну дату з показом на ній початкових і поточних контурів нафтогазоносності і в умовних знаках — відомостей про стан усього фонду свердловин, а також про умови і характерні показники роботи кожної з діючих свердловин (спосіб експлуатації, дебіт рідини, обводненість продукції, газовий фактор, приймальність і ін.).